# Поффертье
Поффертье (нидерл. poffertjes) — один из видов нидерландской выпечки, сходной с небольшими, величиной с монету, блинами. Диаметром обычно не более 4 сантиметров, но довольно широкие, до 1 сантиметра в толщину. Подаются к столу покрытыми тонким слоем сахарной пудры, что придаёт им значительно большую сладость по сравнению с обычными блинами. В Нидерландах также сервируются свекольным сиропом.

## История блюда
Согласно преданию, рецепт приготовления поффертье происходят из Южной Франции. Там, в районе Бордо, в 1795 году католические монахи использовали гречневую муку для приготовления хостии. Новый продукт пришёлся по вкусу, и торговцы вместе с расширением границ Франции во время Великой Французской революции донесли эти маленькие блины и до Нидерландов. Здесь французский рецепт приготовления был изменён. Первоначально называемый в Нидерландах «бродертье» (Broedertjes), этот вид выпечки сперва продавался на ярмарках, рынках в базарные дни и на церковных праздниках, быстро приобретя популярность. В наше время поффертье в Нидерландах являются национальным продуктом, широко распространённым по всей стране и предлагаемым в многочисленных кафе, кондитерских, ресторанах и закусочных, а также в уличной торговле. В наши дни поффертье также распространены и достаточно привычны в северной Германии, в Рейнланде и Вестфалии, в Рурской области — в первую очередь также на ярмарках, кирмесах и рождественских базарах и гуляньях. Продаются также в немецких крупныхз торговых сетях, таких, как Kaufland.

## Входящие продукты и приготовление
Для выпечки традиционных нидерландских поффертье используется пшеничная и гречневая мука в соотношении 1:1, а также молоко, куриные яйца, дрожжи, соль, топлёное масло и сахар или сахарный сироп. Приготовленное затем тесто должно быть достаточно тонко раскатано. Поффертье готовят на специальной сковороде, днище которой покрыто небольшими углублениями округлой формы диаметром в 4 сантиметра и в которые помещается содержимое столовой ложки с тестом. Как правило, такие сковороды производятся из чугуна, но встречаются также из алюминия и меди. Обычно такие сковороды, используемые для домашней выпечки, имеют от 15 до 20 углублений. В настоящее время в продаже появились также и электрические сковороды, предназначенные для этой цели. В промышленном и массовом производстве поффертье применяются чугунные сковороды «ёмкостью» от 50 до 100 блинчиков и нагреваемые электрически. Перед каждой выпечкой сковороды покрываются жидким жиром; традиционно для этого используется топлёное масло. Затем разжиженное тесто вносится в углубления при помощью столовой ложки или специально дозированной бутыли. В промышленном производстве для этого используются порционно препарированные специальные воронки. После истечения половины положенного для выпечки времени, при помощи особой металлической или деревянной вилки с длинной ручкой и двумя зубцами каждое поффертье переворачивается. Однако по истечении положенного времени блинчики ещё не полностью пропечены, так как внутри содержат мягкую часть. Подаются к столу вместе с традиционными сливочным маслом, сахарной пудрой и сиропом из сахарной свёклы, а также по желанию со взбитыми сливками и мелко нарезанными фруктами. Насыщенный и сытный сироп из свёклы иногда заменяют более лёгким кленовым сиропом.

## Галерея
- Порция свежеприготовленных поффертье с маслом, сахарной пудрой и сиропом
- Поффертье, выложенные на чугунной сковороде
- Покрытие топлёным маслом углублений для выпечки поффертье
- Порционная укладка разжиженного теста при помощи специальной воронки
- По истечении половины времени термической обработки продукта необходимо его перевернуть на другую сторону